# 山中静逸
山中 静逸（やまなか せいいつ、文政5年9月2日（1822年10月16日） - 明治18年（1885年）5月25日）は、三河国碧海郡棚尾村東浦（現在の愛知県碧南市）出身の書家・政治家である。山中 信天翁（やまなか しんてんおう）として知られる。
幼名は松寿。諱（いみな、生前の実名）は献（まつる）。号を信天翁、静逸と称した。

## 経歴

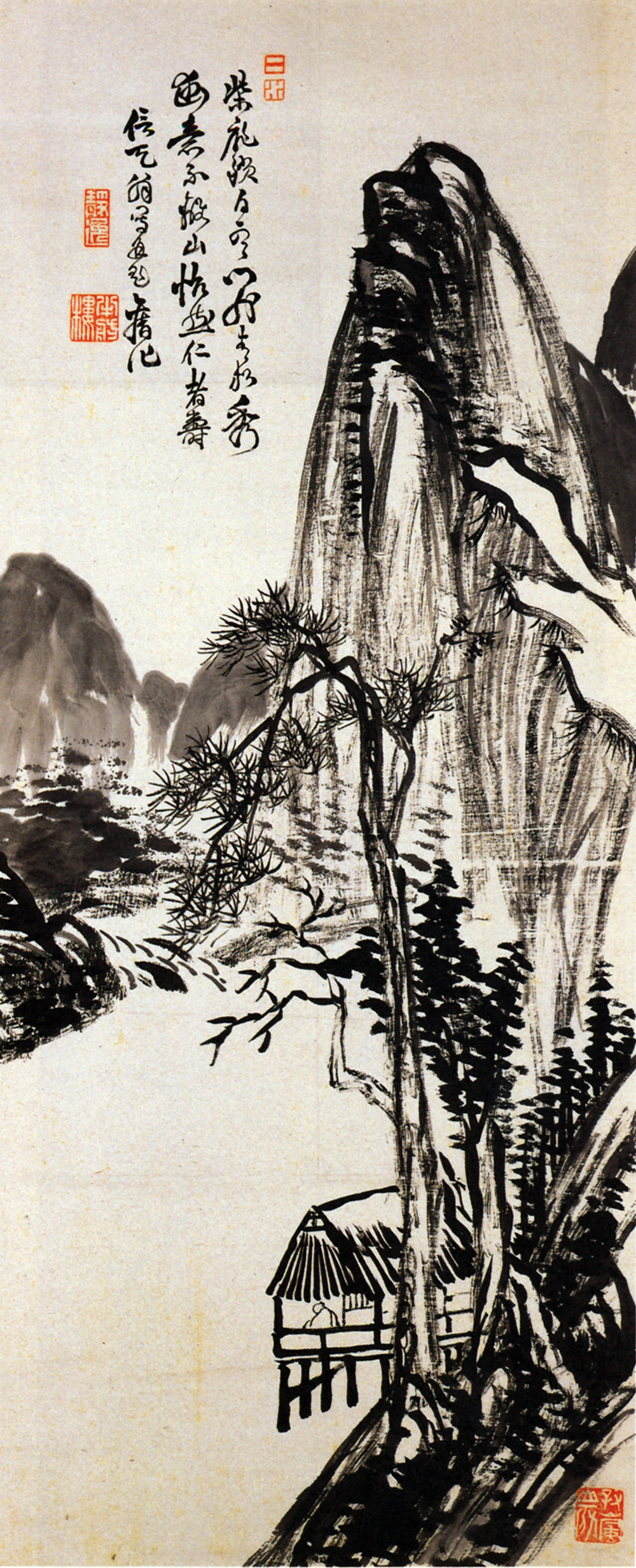
「水墨山水図」 1887年（紙本墨画）

三河国碧海郡棚尾村の豪農（素封家）の家に次男として生まれる。父の山中七左右衛門（山中子敏、しびん）は京都で学び、日本各地を歩いて地理を探求し、東浦で子弟の教育を行っていた。
早いうちから大坂の篠崎小竹に入門したが、嘉永元年（1848年）に父が死去すると、家業を継いだうえで寺子屋を開いた。しかし、京都に出て国事に奔走していた弟が急死すると、家督をもう一人の弟に譲った。漢学を志して上京し、伊勢国の斎藤拙堂に入門した。
3年後に京都に出て梁川星巌、頼三樹三郎、梅田雲賓ら勤王の志士と交わり、国事に身を挺した。この頃に富岡鉄斎と知り合い生涯の友となる。安政の大獄では多くの同志を失い、自らの身にも危険が及んだために難を逃れて修学院村に身を隠した。
明治維新後には公家の岩倉具視に仕えた。慶応4年（1868年）の鳥羽・伏見の戦いの際には、朝廷側の食糧や軍事費を調達する役目を担い、また明治天皇の東京行幸の際には御用掛を務めた。明治2年（1869年）7月には桃生県（後の石巻県）知事に就任し、明治3年9月には登米県（後の宮城県）知事に就任した。
明治6年（1873年）、52歳ですべての官職から引退した。京都の下鴨に転居し、嵐山の大堰川畔に「対嵐山房」を結び、文芸三昧の悠々自適の生活を送る。明治10年（1877年）に明治天皇が行幸した際には、白羽二重2反と金75円を賜った。明治12年（1879年）には書の個展を開き、『帖史』という書籍を刊行した。

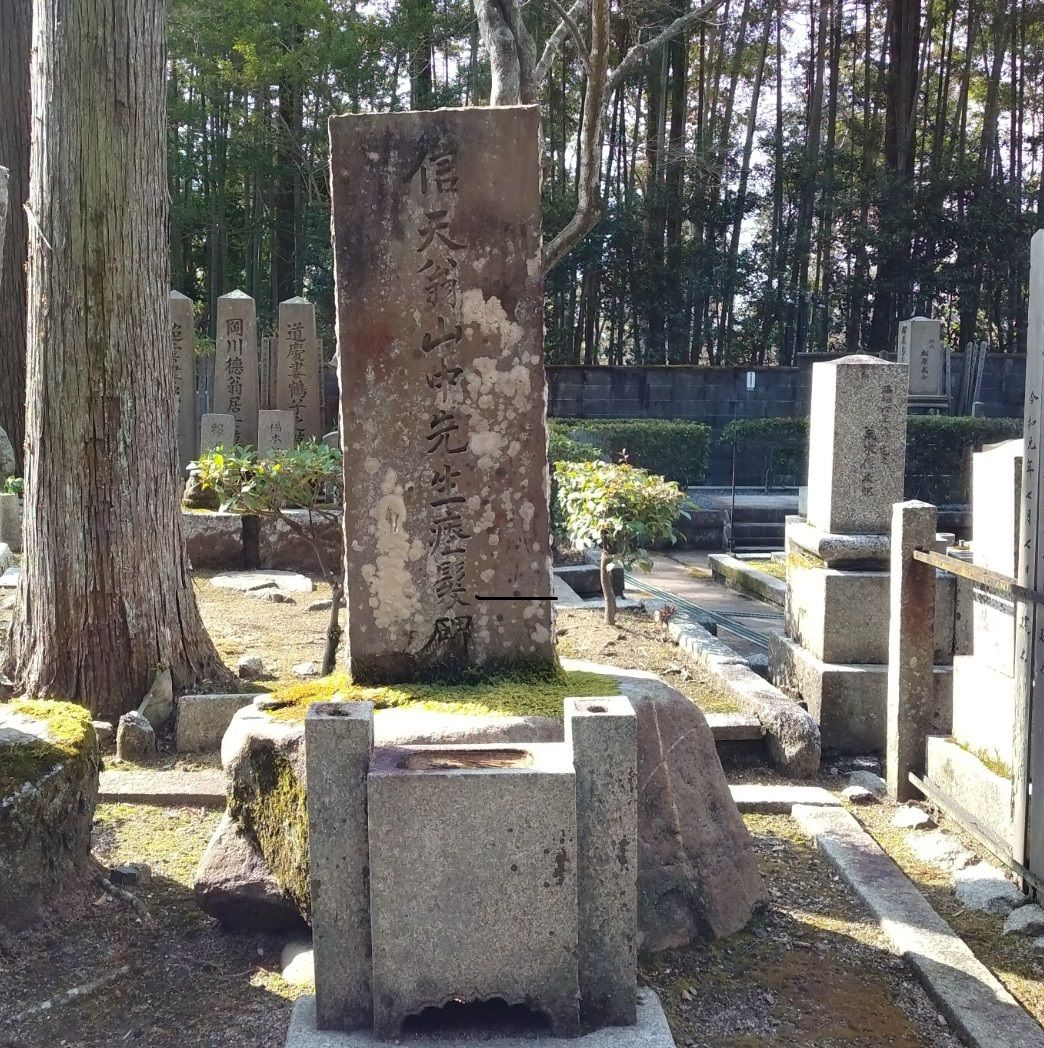
山中静逸の墓(碧南市貞照院)

明治18年（1885年）に病没。享年64。死後には明治政府より正五位を受け、大正2年（1913年）には従四位を受けた。東浦の神明社（現在の碧南市東浦町三丁目）に信天翁碑が建立され、これに合わせて伝記が出版されている。

## 作品

### 書籍
- 『帖史』1879年

### 書作品
- 「山水図」1871年
- 「長春図」1867年
- 「水墨山水図」1875年
- 「天保九如図」1876年
- 「水墨山水図」1887年
- 「芙蓉水禽図」1875年
- 「厳雲小亭図」